# Jagdstaffel 73

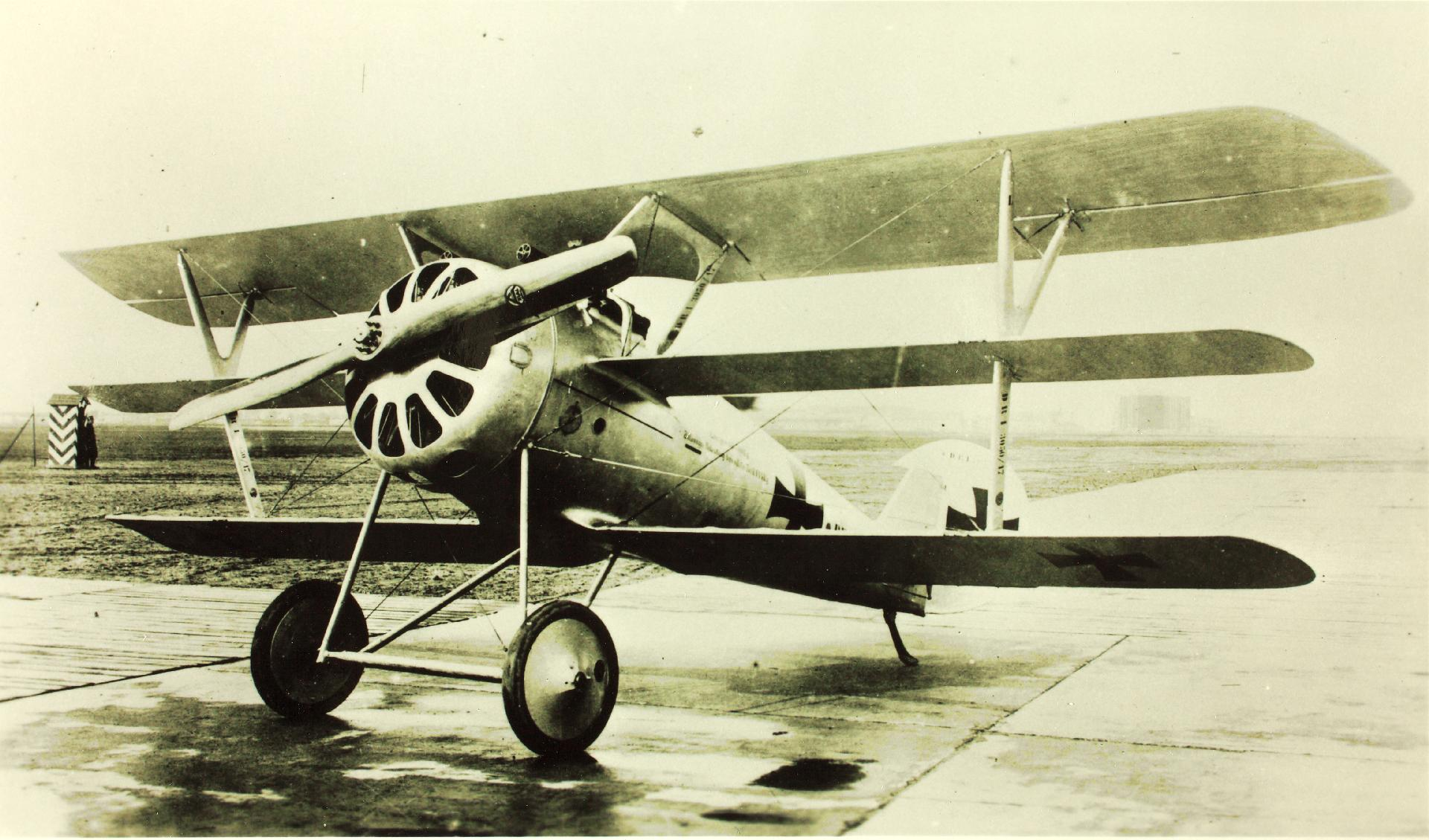
Pfalz Dr.I – samolot używany tylko w Jasta 73

Jagdstaffel 73 – Königlich Preußische Jagdstaffel Nr. 73 – Jasta 73 – jednostka lotnictwa niemieckiego Luftstreitkräfte z okresu I wojny światowej.

## Informacje ogólne
Jednostka została utworzona w 11 lutego 1918 roku we Fliegerersatz Abteilung Nr. 14. Organizację eskadry powierzono podporucznikowi Fritzowi G. Andersowi przybyłemu z eskadry myśliwskiej Jagdstaffel 4. Na wiosnę 1918 roku w jednostce używano 9 samolotów Pfalz Dr.I – były to wszystkie zbudowane samoloty tego typu.
Jednostka rozpoczęła działania wojenne pod dowództwem 3 Armii z lotniska Leffincourt. 11 lipca została przeniesiona pod dowództwo 1 Armii i weszła w skład Jagdgruppe 1 pod dowództwem kapitana von Bentheim.
Odniosła 29 potwierdzonych zwycięstw powietrznych, w tym jeden balon obserwacyjny. Straty jednostki wynosiły 3 zabitych.
Przez jej skład przeszły następujące asy myśliwskie: Franz Kirchfeld (8), Fritz Gerhard Anders (6), Fritz Jacobsen (6), Wilhelm Schwartz (2), Herbert Knappe.

## Dowódcy eskadry
| Stopień      | Nazwisko             | Okres                   |
| ------------ | -------------------- | ----------------------- |
| Porucznik    | Fritz Gerhard Anders | 11.02.1918 – 13.10.1918 |
| Podporucznik | Wilhelm Schwartz     | 13.10.1918 – 11.11.1918 |